# دوبریانتسه
دوبریانتسه (به صربی: Dobrejance) یک منطقهٔ مسکونی در صربستان است که در ناحیه پچینیا واقع شده‌است. دوبریانتسه ۸۴ نفر جمعیت دارد.